# Puszkaro-Kładbiszczenskaja
Puszkaro-Kładbiszczenskaja (ros. Пушкаро-Кладбищенская) – wieś (słoboda) w Rosji, w obwodzie lipieckim, w rejonie lebiediańskim. W 2010 liczyła 350 mieszkańców.